# 小行星7929
小行星7929是一颗围绕太阳公转的小行星。1987年9月16日，亨利·德波鸿诺在拉西拉天文台发现了此天体。
这颗小行星的绝对星等为95.39601289831189等。